# Gà tây Royal Palm
Gà tây Royal Palm là một giống gà tây nhà. Là một trong số ít gà tây không được lựa chọn chủ yếu để sản xuất thịt, Royal Palm được biết đến như một loài chim cảnh có ngoại hình độc đáo. Gà trống thường nặng từ 16 đến 22 lb và gà mái từ 10 đến 12 lbs.
Cá thể gà tây Royal Palm đầu đầu tiên xuất hiện vào những năm 1920 trên một trang trại ở Lake Worth, Florida, có vẻ như là kết quả giữa việc lai giống giữa các giống gà tây: Gà tây đen, gà tây Bronze, gà tây Narragansett và gà tây bản địa. Nhiều năm chọn lọc giống theo sau để ổn định màu, và Royal Palm cuối cùng đã được chấp nhận bởi Tiêu chuẩn hoàn hảo của Hiệp hội Gia cầm Mỹ năm 1971. Ở châu Âu, gà tây thuộc giống này có màu sắc tương tự đôi khi được gọi là Cröllwitzer, Pied hoặc Black-taced White.
Cùng với sự suy giảm của hầu hết các giống gà tây bảo tồn sản sau khi được chấp nhận rộng rãi bởi ngành công nghiệp gà tây, Royal Palms là một loài rất nguy cấp hiện nay. Loài này được xếp vào trạng thái "xem" của Bảo tồn giống vật nuôi Mỹ. Nó cũng được đưa vào Hòm khẩu vị Hoa Kỳ của Slow Food, một danh mục các loại thực phẩm di sản có nguy cơ bị tuyệt chủng. Cả Úc và Hoa Kỳ đều báo cáo giống chó này là Nguy cơ tuyệt chủng đối với Tổ chức Nông lương của Liên Hợp Quốc.
Các cá thể gà trống được ghi nhận là không hung hăng, và gà mái là đóng vai trò làm mẹ đặc biệt tốt.